# Me porto bonito
«Me porto bonito» es una canción de los cantantes puertorriqueños Bad Bunny y Chencho Corleone, del quinto álbum de estudio del primero, Un verano sin ti (2022), siendo lanzado como el quinto sencillo, luego de «Callaíta» «Moscow Mule», «Tití me preguntó» y «Después de la playa». Fue producida por MAG, Súbelo NEO, La Paciencia y Lennex.

## Antecedentes y letra
Durante una entrevista con el podcaster puertorriqueño Chente Ydrach, Bunny explicó que «Me porto bonito» se grabó justo después de su asistencia a la Met Gala en Nueva York, la cual se llevó a cabo el 2 de mayo de ese año. Admitió que estaba completamente seguro de compartir la interpretación con Chencho Corleone: «Cuando yo escribí esa canción, a mí no se me vino a la mente otra persona que no fuera él. Si no se da con él, no va», expresó.
La letra de la canción presenta a dos narradores que se sintieron atraídos por una mujer a la que convencieron de publicar una selfi para demostrar lo sexy que es. Además, ambos hombres prometerían portarse bien con la mujer si se los pidiera.

## Promoción y lanzamiento
El 2 de mayo de 2022, Bad Bunny anunció su quinto álbum de estudio, Un verano sin ti, en el cual «Me porto bonito» aparece en el número tres de la lista de canciones.   Luego del estreno de Un verano sin ti, el 6 de mayo de 2022, la canción se lanzó el 20 de junio de 2022 como el tercer sencillo del álbum acompañado de su vídeo musical en YouTube.

## Recepción crítica e impacto
Según Billboard, «Me porto bonito» fue clasificada como la segunda mejor colaboración de Un verano sin ti, ya que «hace la transición de su perreo moderno a un ritmo de marquesina de fiesta de la vieja escuela que atrae a los fanáticos como su canción favorita gracias a sus letras ultra publicitadas sobre ser bella y segura». La línea «Tú no ere' bebecita, tú ere' bebesota» también fue tendencia como sonido en TikTok.

## Desempeño comercial
Tras el lanzamiento de su álbum principal, «Me porto bonito» se ubicó en el número 10 en el Billboard Hot 100 de Estados Unidos, con fecha del 21 de mayo de 2022, convirtiéndose en la cuarta pista más alta de Un verano sin ti, detrás de «Moscow Mule», «Tití me preguntó» y «Después de la playa», que alcanzaron los números 4, 5 y 6, respectivamente. Además, encabezó la lista Hot Latin Songs, alcanzó el puesto número 2 en Billboard Global 200  y logró un puesto número 1 en Bolivia, Chile, Colombia, Ecuador, México y Perú. Posteriormente, ascendería al número 7 en el Billboard Hot 100 a partir de la fecha de emisión del 11 de junio de 2022.

## Visualizador de audio
Un visualizador de audio de 360° de la canción se subió a YouTube el 6 de mayo de 2022, junto con el resto de pistas de Un verano sin ti. El visualizador de video de 360 grados muestra a Bunny y dos de sus amigos en la playa.

## Videoclip
El videoclip se lanzó en YouTube el 20 de junio de 2022 y muestra a Bunny lavando una camioneta para dos señoras con planes de salir por la noche, mientras Chencho conduce un auto blanco por la ciudad. Luego, los dos intérpretes se reúnen en una fiesta en la piscina donde se les unen las dos damas y un grupo de mujeres.El video se grabó en Los Ángeles.

## Posicionamiento en listas
| Lista (2022-2023)                   | Mejor posición |
| ----------------------------------- | -------------- |
| Argentina Hot 100 (Billboard)       | 4              |
| Bolivia Songs (Billboard)           | 1              |
| Canadian Hot 100 (Billboard)        | 68             |
| Chile Songs (Billboard)             | 1              |
| Colombia Songs (Billboard)          | 1              |
| Ecuador Songs (Billboard)           | 1              |
| España (Promusicae)                 | 2              |
| EU Billboard Hot 100                | 6              |
| EU Hot Latin Songs (Billboard)      | 1              |
| EU Latin Airplay (Billboard)        | 1              |
| EU Latin Rhythm Airplay (Billboard) | 1              |
| Global 200 (Billboard)              | 2              |
| Italia (FIMI)                       | 79             |
| Mexico Songs (Billboard)            | 1              |
| México Streaming (Amprofon)         | 1              |
| Peru Songs (Billboard)              | 1              |
| Portugal (AFP)                      | 48             |
| Suiza (Schweizer Hitparade)         | 72             |
| Surinam (Nationale Top 40)          | 1              |

| Lista (2022)   | Mejor posición |
| -------------- | -------------- |
| Paraguay (SGP) | 5              |
| Uruguay (CUD)  | 2              |

| Lista (2022)                          | Posición |
| ------------------------------------- | -------- |
| Bolivia (Monitor Latino)              | 13       |
| Chile (Monitor Latino)                | 43       |
| Colombia (Monitor Latino)             | 16       |
| Costa Rica (Monitor Latino)           | 43       |
| El Salvador (Monitor Latino)          | 17       |
| Ecuador (Monitor Latino)              | 29       |
| España (Promusicae)                   | 6        |
| EU Hot 100 Songs (Billboard)          | 20       |
| EU Hot Latin Songs (Billboard)        | 1        |
| Estados Unidos (Monitor Latino)       | 18       |
| Guatemala (Monitor Latino)            | 15       |
| Global 200 (Billboard)                | 11       |
| Internacional (Monitor Latino)        | 15       |
| Puerto Rico Urbano (Monitor Latino)   | 72       |
| Honduras (Monitor Latino)             | 3        |
| Nicaragua (Monitor Latino)            | 6        |
| Panamá (Monitor Latino)               | 41       |
| Paraguay (Monitor Latino)             | 18       |
| Perú (Monitor Latino)                 | 12       |
| República Dominicana (Monitor Latino) | 8        |
| Uruguay Digital (CUD)                 | 5        |
| Venezuela (Monitor Latino)            | 49       |

## Certificaciones
| Región              | Certificación | Unidades/ventas certificadas |
| ------------------- | ------------- | ---------------------------- |
| España (Promusicae) | ×6 platino    | 360 000                      |
| Italia (FIMI)       | Platino       | 100 000                      |
| Portugal (AFP)      | Platino       | 10 000                       |